# Sexualität in Israel

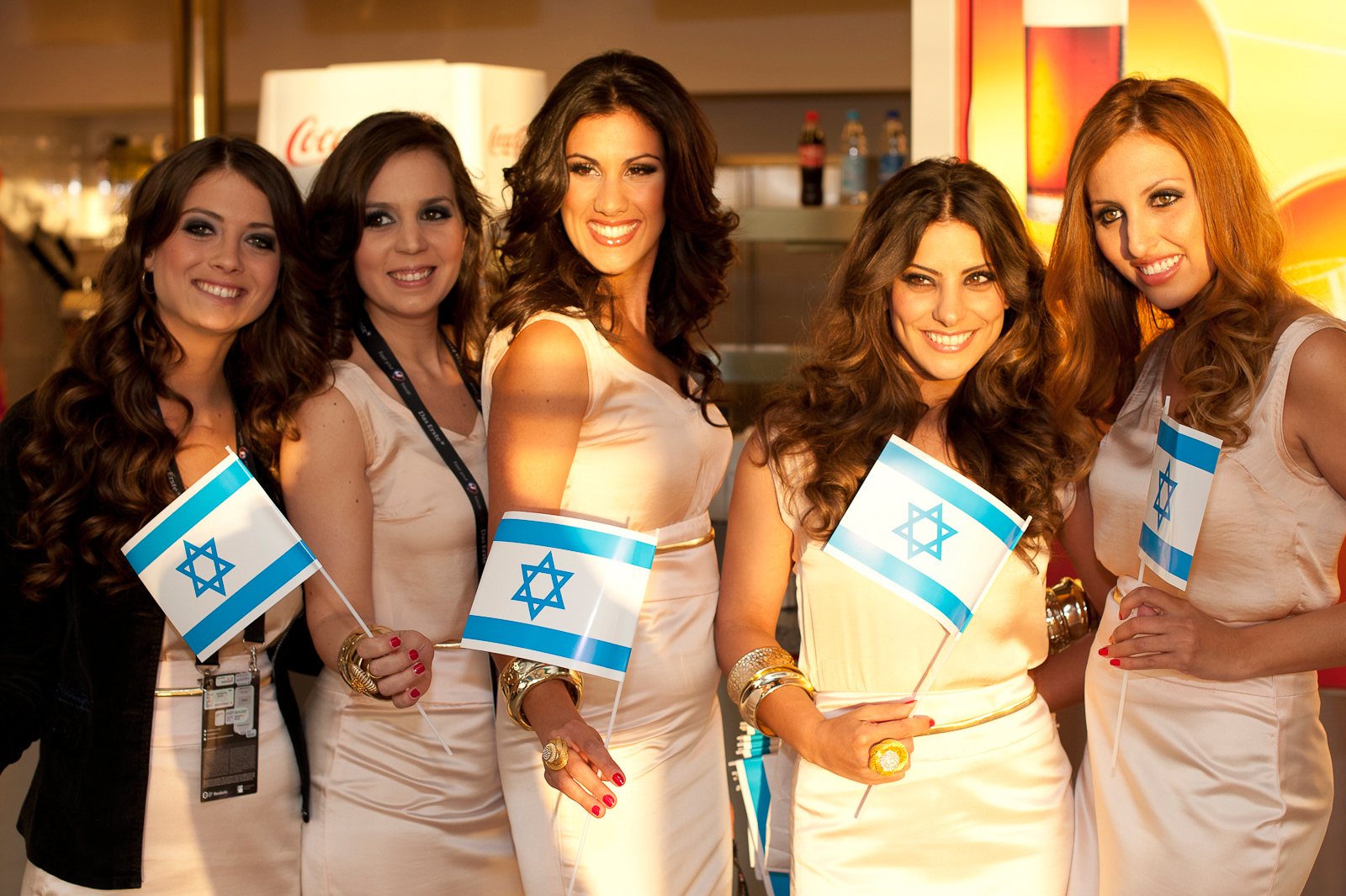
Die transsexuelle Dana International (Mitte) gewann 1998 den Eurovision Song Contest

Der Umgang mit Sexualität in Israel hat einige spezielle Merkmale und kulturelle Besonderheiten.
Konflikt und Kompromissfindung im politischen System Israels im Spannungsfeld zwischen säkularen bzw. religiösen Zionisten, säkularem bzw. orthodoxem Judentum wie den arabischen Minderheiten spielen im täglichen Leben wie auch bei sexualpolitischen Themen eine bedeutende Rolle.
Spezifisch israelische kulturelle, politische und historische Aspekte beeinflussen erotische wie pornografische Medien und Kulturproduktion. In Israel kann Pornografie legal hergestellt und konsumiert werden. Tel Aviv war bereits vor Gründung Israels ein regionales Zentrum des Nachtlebens einschließlich der Prostitution.
Israel ist ein flächenmäßig kleines Einwanderungsland. Einwanderungswellen, zuletzt insbesondere russischer und äthiopischer Juden in den 1990er Jahren, stellen zudem Herausforderungen bei der medizinischen Versorgung, der Bildung wie der kulturellen Integration dar. Aufgrund der Verfolgungsgeschichte des Judentums sowie der Bedrohungslage in Israel ist es dort von zentraler kultureller Bedeutung, Kinder und Familie zu haben (vgl. Gen 9,1 ). Das Land hat eine regionale Sonderstellung in Reproduktionsmedizin und Sexualwissenschaft.

## Kulturelle Prägung

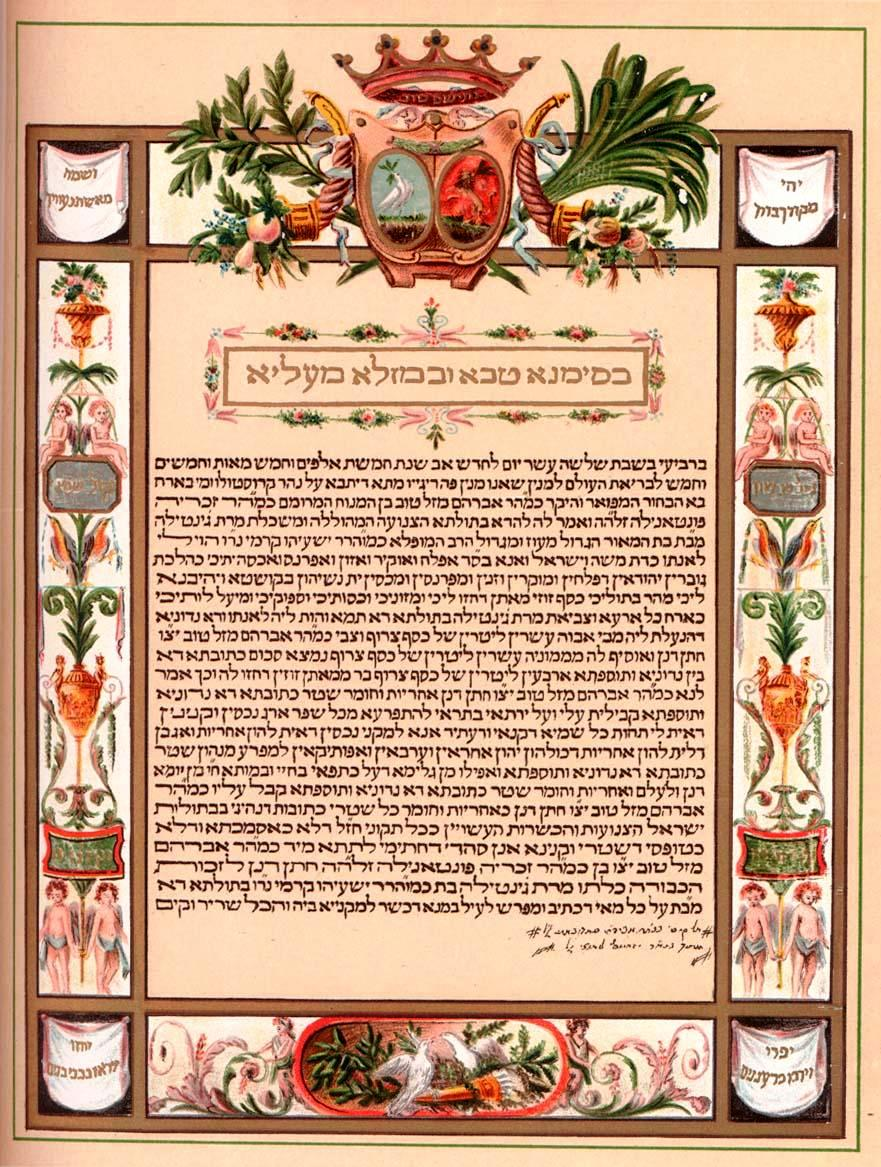
Illustrierte Ketubba

In der westlichen Kultur werden die Unterschiede von christlichem und jüdischem Verständnis von Sexualität öfter unterschätzt. Das Judentum in der Diaspora (vgl. Jüdische Kultur) ist zudem deutlich angepasster an die Mehrheitsgesellschaft als in vorwiegend jüdisch geprägtem Umfeld (vgl. Israelische Kultur). Zudem sind etliche theoretische Ansätze zum Verständnis sexueller Besonderheiten und Genderfragen (IES, Stand 1994) auf den englischsprachigen Raum zugeschnitten.
Bereits die in der Thora beschriebene Beziehung Gottes zum auserwählten Volk Israel wurde in der mittelalterlichen Lyrik der Sefarden vor deren Exil explizit erotisch gedeutet. Dies wurde keineswegs als sündig interpretiert. Entsprechendes gilt für ganze Abschnitte des Tanach, wie für die Sammlung von Liebesliedern im Hohenlied (hebräisch שיר השירים:; Schir ha-Schirim). Erwin J. Haeberle bestätigt diese Einschätzung. Sexualität wird als normaler Bestandteil eines gesunden Lebens, so auch in der Ketubba, dem jüdischen Ehevertrag, als eheliche Pflicht (Verpflichtung des Mannes, Recht der Frau als eines von drei Anrechten, die die Ketubba regelt) betrachtet. Es galt und gilt als Mitzwa, sich daran zu erfreuen. So hatten junge Paare ein Anrecht auf ausgedehnte Flitterwochen (5 Mos 24,5,LUT ). Andererseits sollten sich Männer und Frauen möglichst nicht nackt zeigen. Eine Hochzeitsreise ist in der jüdischen Tradition unbekannt.
Die deutsch-amerikanische Sexualtherapeutin und Publizistin Ruth Westheimer sieht eine generell freundliche und offene Haltung gegenüber sexuellen Fragen in der jüdischen Kultur. Sex sei für Juden nie eine Sünde oder etwas, worüber man nicht sprechen könnte. Auch das orthodoxe Judentum kennt weder die Erbsünde noch den Zölibat, jedoch wird dort das Sexualleben streng reglementiert, vor- und außereheliche Sexualität sind verpönt. Carey Walsh betont die Rolle und Preisung der weiblichen Lust in der hebräischen Bibel.
Semitische Sprachen wie Hebräisch und Arabisch unterscheiden bei Substantiven, Adjektiven sowie auch bei den meisten Verbformen durchgehend zwischen männlich und weiblich, was einen deutlichen Gegensatz zum wenig genderspezifisch flektierenden Englisch darstellt. Zudem sind auf Hebräisch etwas zu erkennen, Geschlechtsverkehr zu haben und etwas wissen von ein und demselben Wortstamm herzuleiten. Die lutherische Bibelübersetzung nimmt dies mit dem Gebrauch des Worts erkennen und (be)zeugen mit auf. Eidesleistungen wurden im alten Israel mit der Hand an den Hüften (den Geschlechtsteilen, denen des Eidnehmers) erbracht, denen damit eine große Verbindlichkeit zukam. Als Beispiel etwa Gen 24 , wo Abraham seinen Knecht (vermutlich Elieser, Gen 15,2 ) auf seinen Hüften schwören lässt, für seinen Sohn Isaak eine gottestreue Frau zu finden. Die Römer schworen hingegen bei den Testis – den (eigenen) Hoden, die Wortverwandtschaft von Zeugen, bezeugen und Zeugung hat einen ähnlichen Zusammenhang.
Auch der Bund Gottes mit Israel als solches ist mit der (männlichen) Brit Mila (Zirkumzision) verbunden. Laut Prodi besteht ein innovatives Element in der Einbindung des Gottes der Juden seinen Eid zum Bund mit Israel, während in anderen antiken Kulturen die Götter nur als Zeugen und Rächer (-innen, vgl. Erinnyen) des Eides fungieren. Der biblische Begriff Bund gibt die beiden biblischen Schlüsselbegriffe hebräisch בְּרִית brīt und διαθήκη (griechisch diathēkē) wieder und schließt die Bedeutungen eines feierlichen und gegenseitigen Bündnisses, Vertrages oder Eides auf gleicher Ebene ein, diathēkē steht sonst für Testament.
Daniel Boyarin unterscheidet das paulinische Christentum und das hellenistische Judentum deutlich von der rabbinischen Überlieferung. Er konstatiert Unterschiede zur griechisch-hellenistischen Tradition einer spirituellen, Leib und Seele trennenden Philosophie, demgegenüber sei das Judentum fleischlich-körperlich orientiert und in dem Sinne aktuell und fruchtbar.

## Politische Aspekte

### Innenpolitische Konflikte und Unterschiede

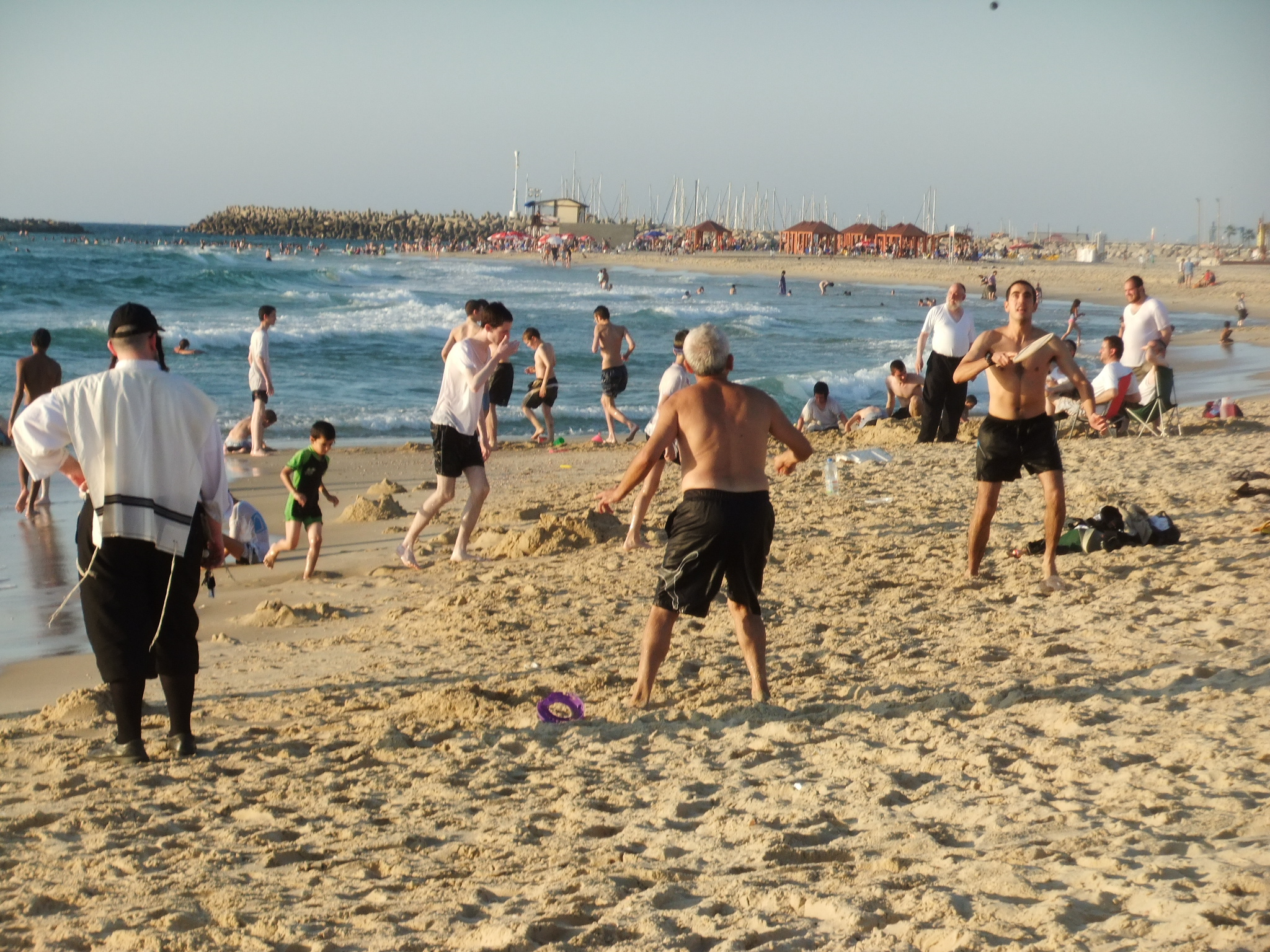
Nach Geschlechtern getrennter Strand in Ashkelon

Die Geburtenraten in Israel sind sehr stark von der jeweiligen Gruppenzugehörigkeit abhängig. Die Zusammengefasste Fruchtbarkeitsziffer, die die Anzahl der Kinder einer Frau im Laufe des Lebens ausdrückt, sank bei Juden insgesamt zwischen 1950 und 1990 von 3,6 auf 2,7 und lag auch 2020 weiterhin bei rund 3,0, was ein nach wie vor vergleichsweise hoher Wert ist. Bei den israelischen Arabern und Drusen kam es im gleichen Zeitraum zu einem deutlichen stärkeren Einbruch der Geburtenraten, die von 8,2 auf 4,8 beziehungsweise von 7,2 auf 3,1 sanken und auf diesem Level bis 2020 blieben. Die Ziffern liegen bei Ultraorthodoxen nach wie vor deutlich höher und stiegen in den 1980ern bis 1990er Jahren von 6 auf etwas unter 8 an, bzw. auf ca. 6,6 (im Jahr 2020). Der innenpolitisch relevante Konflikt zwischen den säkularen Zionisten und dem orthodoxen Judentum hat damit auch einen demografischen Aspekt.
Historisch ist er unter anderem anhand der Person des Dichters Jacob Israël de Haan auch erotisch konnotiert. De Haan kam 1919 nach Jerusalem, anfänglich ein fanatischer Zionist, fand er bald Gefallen am orthodoxen Lager wie auch insgeheim an arabischen Strichjungen. Er sprach sich gegen eine gewaltsame Landnahme aus. De Haan wurde von der Hagana (Avraham Tehomi) aus politischen Motiven ermordet. Er ist nach wie vor eine Identifikationsfigur mancher Haredim, welche seine pädophilen und homosexuellen Tendenzen eher verleugnen. Noch 2009 kam es bei den Dreharbeiten zu Chaim Tabakmans Film „Du sollst nicht lieben“ über die unglückliche Liebe zweier Charedim in Mea Shearim zu Protesten und teilweise handgreiflichen Auseinandersetzungen. Die Nominierung von Dana International (geboren als Yaron Cohen, vgl. Kohanim) für den Eurovision Song Contest 1998 hatte internationale Aufmerksamkeit zur Folge und stieß bei den orthodoxen Juden und Israelis auf großen Widerstand. Ihr Sieg bei dem Wettbewerb war ein bedeutender Erfolg für die heimische LGBT-Community und machte diese auch international bekannt.

### Rolle des Militärdienstes

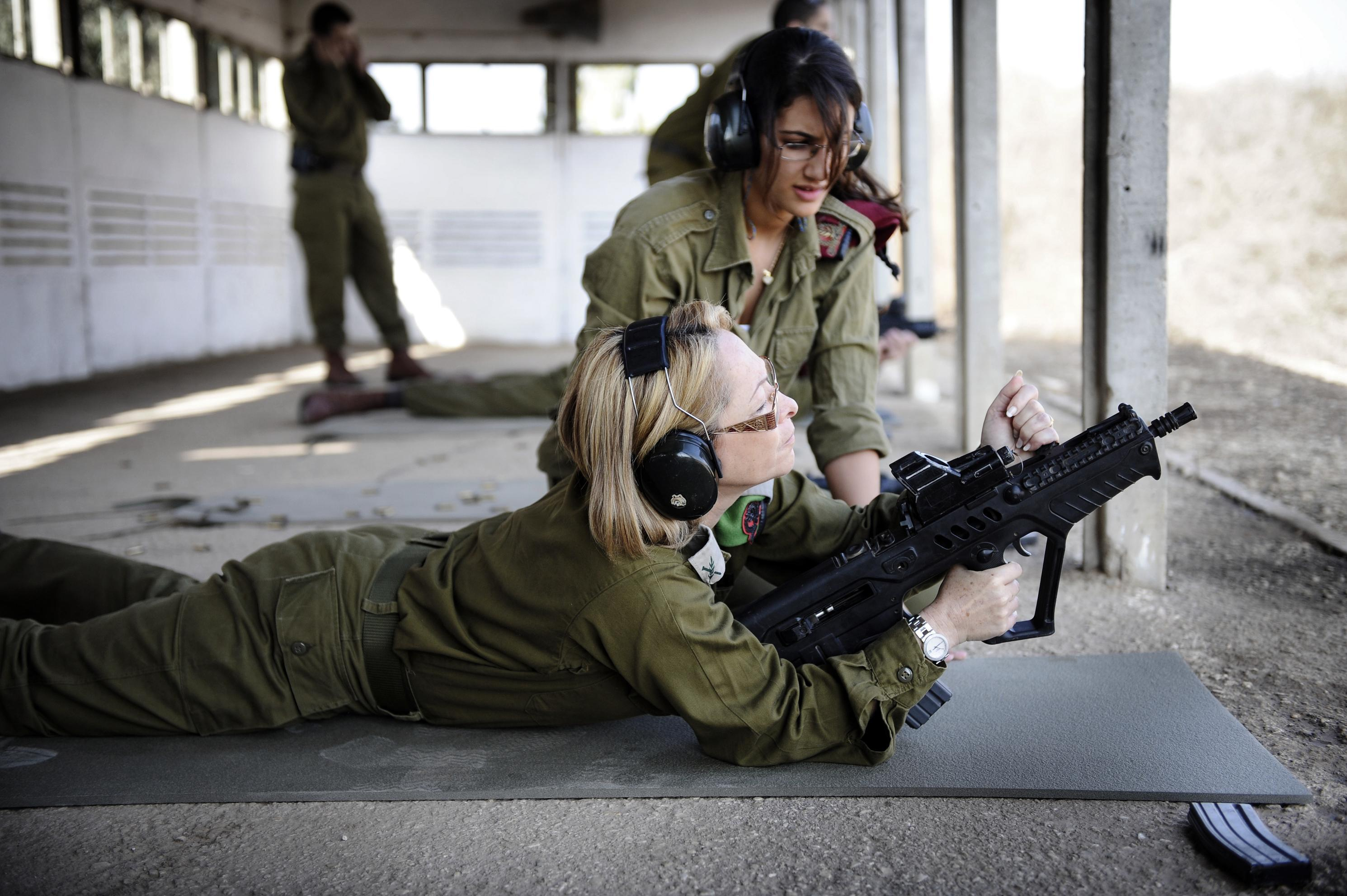
Brigadegeneral Gila Kalifi-Amir, die Frauenbeauftragte der IDF bei einem Schießtraining

Der Dienst bei den israelischen Streitkräften ist für Männer und Frauen verpflichtend und hat großen Einfluss als Kontaktbörse wie auch als Initiationsritus. Höhere Offiziersränge waren lange faktisch bis auf ganz wenige Ausnahmen den Männern vorbehalten, die damit auch leichter Zugang zu zivilen Netzwerken und Karrieren haben. Die geschlechtsspezifische Rollenverteilung in Israel war wegen der bedeutenden Rolle des Militärs im gesellschaftlichen Leben traditioneller als etwa in Westeuropa. Mit dem Karakal-Bataillon wurde 2000 die erste Kampfeinheit aufgestellt, bei der Frauen mehrheitlich auftreten. Orna Barbivai wurde als erste Generalmajorin 2011 Chefin der Personalabteilung, Gila Kalifi-Amir als Brigadegeneralin Frauenbeauftragte. Sie setzt sich unter dem Stichwort Project Mahut (örtlich in Tzrifin im Gusch Dan) unter anderem mit Fällen sexueller Belästigung, ungewollten Schwangerschaften und familiärer Gewalt in der Armee auseinander.
Das israelische Militär, Frauen in Uniformen wie deren Auseinandersetzung mit den Arabern und deren Lebenswelten sind neben dem Spannungsfeld zwischen Religiösen und Säkularen wichtige Rollenstereotype in israelischer Pornografie.

### Arbeitsteilung der israelischen Politik
Die religiösen Gruppen und Minderheiten und deren Parteien haben im Bereich Familie, Standesrecht und in kulturellen Fragen eine besondere Position, was auch Auswirkungen auf das Recht Israels hat. Die klassische Machtpolitik und Vertretung nach außen wird den konservativen oder sozialdemokratischen, im säkularen Judentum verankerten Volksparteien überlassen. In dem Sinne sind im klassischen Machtportfolio zweitrangige Ministerien wie Familie, Gesundheit und die Standesverwaltung stark vom mit zwei Großrabbinern besetzten Oberrabbinat (hebräisch הרבנות הראשית לישראל) und den zugehörigen Batei Din, den Rabbinatsgerichten, beeinflusst. Zudem ist die Durchsetzung von halachischen Vorgaben, etwa zur Einhaltung des Sabbat, stark von den Mehrheiten auf der regionalen Verwaltungsebene abhängig. Israel hat nach wie vor keine Zivilehe; Forderungen, diese einzuführen, kommen zumeist aus dem linken politischen Spektrum, so von der Knessetabgeordneten Merav Michaeli.

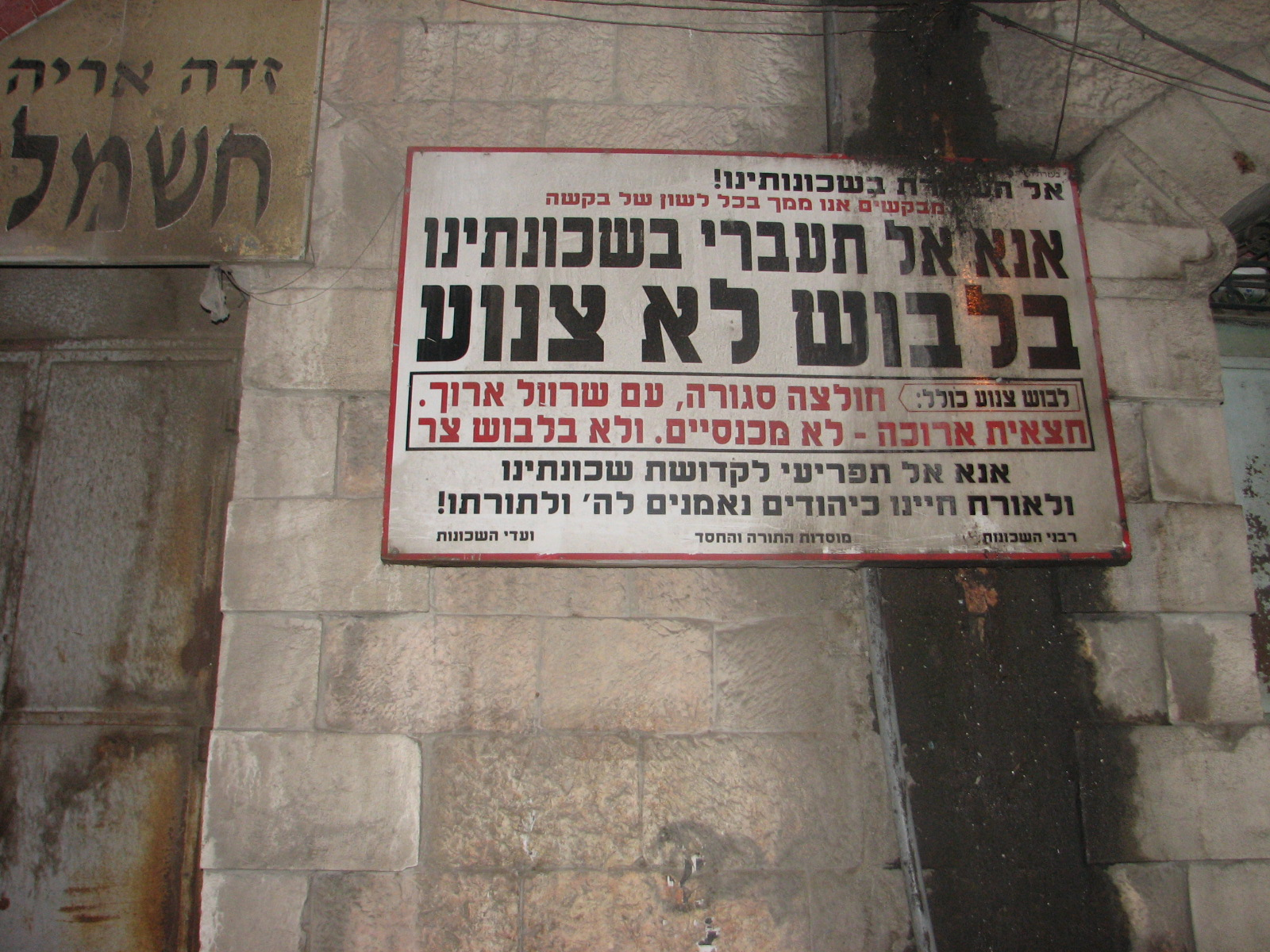
Öffentlich plakatierte Aufforderung an Frauen, ein charedisches Viertel nur angemessen gekleidet zu betreten (צְנִיעוּת Znīʿūt)
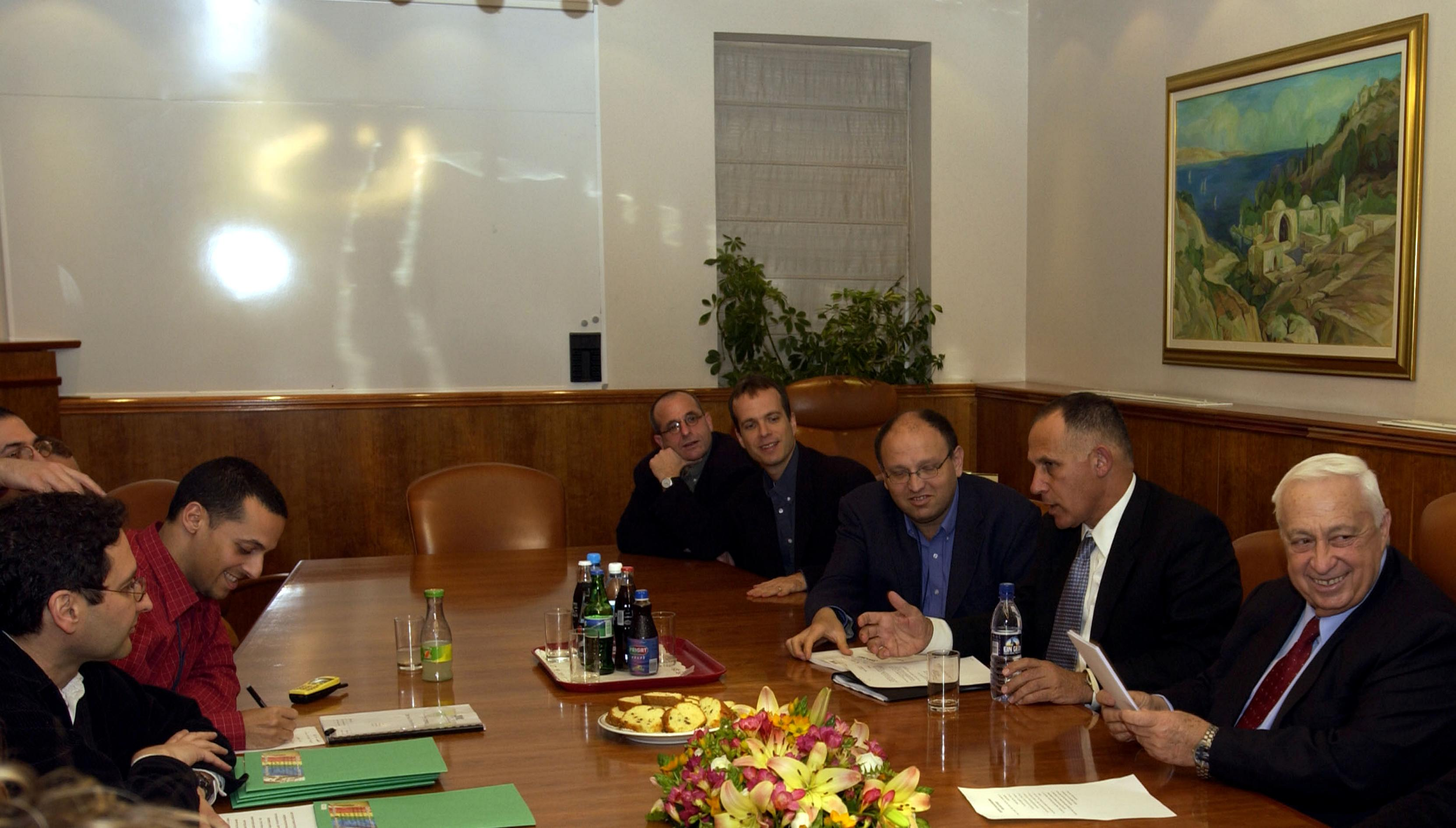
Premier Ariel Sharon bei einem Treffen mit der israelischen LGBT-Community

### Rolle der Einwanderung

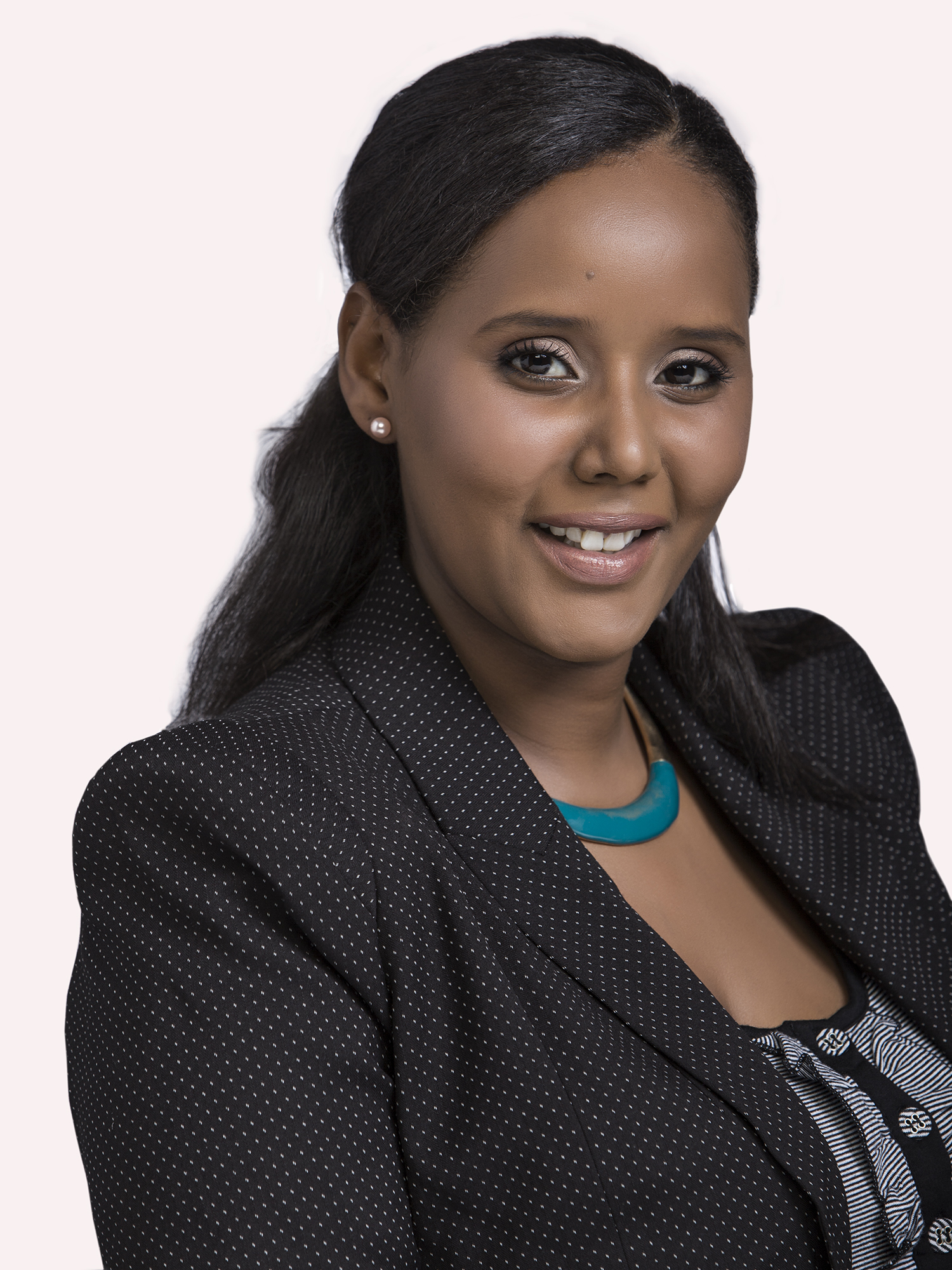
Pnina Tamano-Schata, erste Beta Israel in der Knesset

Israel ist ein kleiner Einwanderungsstaat und hat vor und seit seiner Gründung mehrere Einwanderungswellen durchlebt (vgl. u. a. Alija). Die Durchmischung und das Ethos im Sinne eines Schmelztiegels hat nach wie vor Bedeutung. Das zionistische Ideal befördert die Bereitschaft, in Israel einzuwandern, sich gegen das Image des „wehrlosen Juden“ zu wehren und aufgrund des permanenten Kriegszustands und alltäglicher Bedrohungen das Leben so gut wie möglich zu genießen. Die israelische Gesellschaft, so Ronie Parciack, wurzele nicht in einer jahrhundertealten Regierungstradition, sondern habe eine „sozialistische und in der Praxis militaristische Prägung, die viel Spielraum bietet“.
Die Integration von verschiedenen Einwanderungswellen seit den frühen 1950er Jahren hatte einen signifikanten Einfluss auf Sexualverhalten, Gesundheitsfragen und politische Einflüsse auf geschlechtliche Themen. Das israelische Nationalgefühl beinhaltet einen Glauben an Kontinuität und Einigkeit der Nation wie auch den Aspekt, eine alte Kultur erneut zum Leben zu erwecken. Dabei spielt auch ein durch Gefahren und Drohungen von außen induziertes Gemeinschaftsgefühl eine Rolle. Ethnische Besonderheiten der einzelnen Gruppen werden zunehmend als wertvoll und erhaltenswert betrachtet. Das nach wie vor erhöhte Interesse an Genealogie findet sich bereits in der schriftlichen Überlieferung der biblischen Stammlinien wie vor dem Hintergrund der Verfolgungs- und Vertreibungsgeschichte der verschiedenen Gruppen.

#### Staatsgründung
Dagmar Herzog beschreibt in einer Betrachtung zu Sexualität und Nationalsozialismus die extrem hohe (1948 um 38!) Geburtenziffer pro 1000 Einwohner bei den jüdischen Displaced Persons im Nachkriegsdeutschland, die zumeist später nach Israel auswanderten. Herzog zufolge war Kinder zu bekommen für die Holocaustüberlebenden eine mehrfache Form der Wiederherstellung, der eigenen Person, der jüdischen Gemeinschaft und der Vergewisserung der eigenen Körperlichkeit. Eheschließungen und Geburten waren Ausdruck des Lebenswillens und der Hoffnung auf eine bessere Zukunft. Dies setzte sich in der frühen israelischen Geschichte fort. Holocaust-Überlebende versuchten, vermisste Familienmitglieder zu finden oder das Andenken der Verlorenen zu bewahren. Es kam deswegen zur Gründung verschiedener genealogischer Institutionen, so des Search Bureau for Missing Relatives in Jerusalem und nicht zuletzt der Erstellung der zentralen Datenbank der Namen der Holocaustopfer in der Gedenkstätte Yad Vashem. Das entsprechende Narrativ nimmt parallel aufgrund der schwindenden Bedeutung des Holocaust als verbindendem Nationalmythos und der Ankunft neuer Einwanderertypen in seiner Bedeutung ab.

#### Stalagim
Der israelische Dokumentarfilm Pornografie und Holocaust von Regisseur Ari Libsker beschäftigt sich mit einem speziellen Phänomen der frühen 1960er-Jahre im Umfeld des Prozesses gegen Adolf Eichmann. Die so genannten Stalagim-Groschenhefte (hebräisch סטאלגים), eine Mischung aus trivialem Kriegsromanheft und Pornografie im Sinne einer Naziploitation waren kommerzielle Erfolgsschlager, die bei israelischen Jugendlichen großen Anklang fanden und ein regelrechtes Genre schufen. Sie wurden neben dem Eichmann-Prozess für viele israelische Jugendliche zur ersten Informationsquelle über den Holocaust überhaupt, der in der Anfangszeit des Staates Israel stark tabuisiert war.
Das Nebeneinander von Liebes- und Nazisymbolik gilt Laura Constanze Heilmann zufolge mit als Grund für den Erfolg der Stalagim und wird auch beim deutschen Blick auf den Holocaust gelegentlich thematisiert, so von Dagmar Herzog. Sie spielte ebenso beim literarischen Schaffen von Yehiel Feiner eine Rolle.

#### Beta Israel
Ende der 1980er bis in die 1990er Jahre kamen die Beta Israel (äthiopische Juden), deren Integration aufgrund kultureller Bräuche und soziodemografischer Voraussetzungen schwierig war. Probleme dieser Minderheit von etwa 150.000 Menschen stellen traditionelle medizinische Praktiken bis hin zur Genitalverstümmelung, rituelle Isolierung von Frauen während der Menstruation und vermehrtes Auftreten sexuell übertragbarer Krankheiten wie AIDS dar. Die erste äthiopisch-jüdische Parlamentsabgeordnete Pnina Tamano-Schata (Jesch Atid) übernahm 2013 den Vorsitz einer Kommission der Knesset zur Untersuchung von Vorwürfen, dass vereinzelt äthiopisch-israelische Frauen behördlicherseits ohne deren Wissen bzw. ausreichende Information mit Dreimonatsspritzen und langfristigen Verhütungsmitteln behandelt worden seien.

## Sexualforschung und -medizin
Israel hat mittlerweile die höchste Dichte an reproduktionsmedizinischen Kliniken weltweit, und Gentests, künstliche Befruchtung, embryonale Stammzellenforschung und die offene Diskussion sexualmedizinischer Fragen sind keineswegs tabu, die Stammzellenforschung ist international führend.
Die Geburtenrate ist eine der höchsten in der westlichen Welt, insbesondere auch in der säkularen Mehrheitsgesellschaft. Als Gründe dafür werden sowohl die wissenschaftsfreundliche Tradition des Zionismus als auch die politische Bedrohungssituation des Landes genannt. In der Sexualwissenschaft ist Israel weltweit bedeutend, etwa 130 hauptamtliche Forscher sind in Israel in dem Bereich tätig und eine Vielzahl von Studien wird im Land selbst oder unter Beteiligung israelischer Forscher durchgeführt. Der Israeli Moshe Mock ist Generalsekretär und Schatzmeister der European Federation of Sexology EFS. Israel bietet sich aufgrund der langen jüdischen Diaspora und aufgrund der Einwanderungs- und Verfolgungsgeschichte für Studien zu Populationsgenetik an. Diese sind auch intensiv politisch konnotiert, so bei der Anerkennung von Einwanderern. Nadja Abu El-Haj thematisiert im Sinne Morton Whites eine politische Epistemologie der unter anderem mit genetischen Methoden verfolgten Suche nach den Ursprüngen Israels und der Juden. Das Thema ist ebenso bei den verschiedenen zionistischen Strömungen umstritten.

## Erziehungsfragen
Ärzte sind ausdrücklich berechtigt, Minderjährigen ohne Einwilligung der Eltern eine Abtreibung zu ermöglichen sowie den Zugang zu Verhütungsmitteln zu geben.  Aufklärungsprogramme und Sexualunterricht sind an staatlichen Schulen seit den 1970er Jahren breit vorangetrieben worden, insbesondere nach amerikanischem Vorbild. Im nationalreligiösen Bereich sind modifizierte Curricula zu finden. Zu den Ultraorthodoxen ist wenig bekannt. 2013 wurde angeblich zum ersten Mal ein US-amerikanisches Aufklärungsbuch für orthodoxe Juden ins Hebräische übersetzt. Die sozialistische Jugendorganisation Hashomer Hatzair hatte bereits in den 1920er Jahren Ansätze zu einer Sexualerziehung, bei der Jugendliche beiderlei Geschlechts etwa zusammen zelteten, aber eine hohe Selbstkontrolle und Sublimierung geschlechtlicher wie sonstiger Verhaltensweisen (Alkohol-, Tabakgenuss) verlangt wurde.
Eine grundlegende Studie zum sexuellen Verhalten in Israel erfolgte 1970, die für die Sexualerziehung, Lehrpläne und weitere Forschung bahnbrechend war. In der Zeit wurden insbesondere aufgrund der hohen Jugendkriminalität bei den jüdischen Einwanderern aus dem Mittleren Osten und der schwierigen sozialen Lage von Großfamilien vermehrt Augenmerk auf die Sexualerziehung gelegt.
Die Israeli Family Planning Association war bereits 1966 gegründet worden und gehört zur International Planned Parenthood Federation. 1991 wurde eine bereits genehmigte weitere Studie zur Sexualität von Heranwachsenden von dem damals ernannten orthodoxen Erziehungsminister unter Premier Jitzchak Schamir abgebrochen. Auch nach dem Regierungswechsel 1992 wurde die Studie nach teilweise zähen Verhandlungen nicht weiter fortgeführt.
Die sexuelle Aufklärung erfolgt unter anderem durch soziale Medien und Webseiten. Der Sexualtherapeut Tzachi Ben Zion wurde durch seine Videovorträge zur sexuellen Aufklärung bekannt und ist mittlerweile als Stand-up-Comedian im Einsatz, seine Shows unter dem Titel „Ohel, shtiya, gever, isha“ (analog Eat Drink Man Woman) wurden israelweit bekannt.

## Prostitution

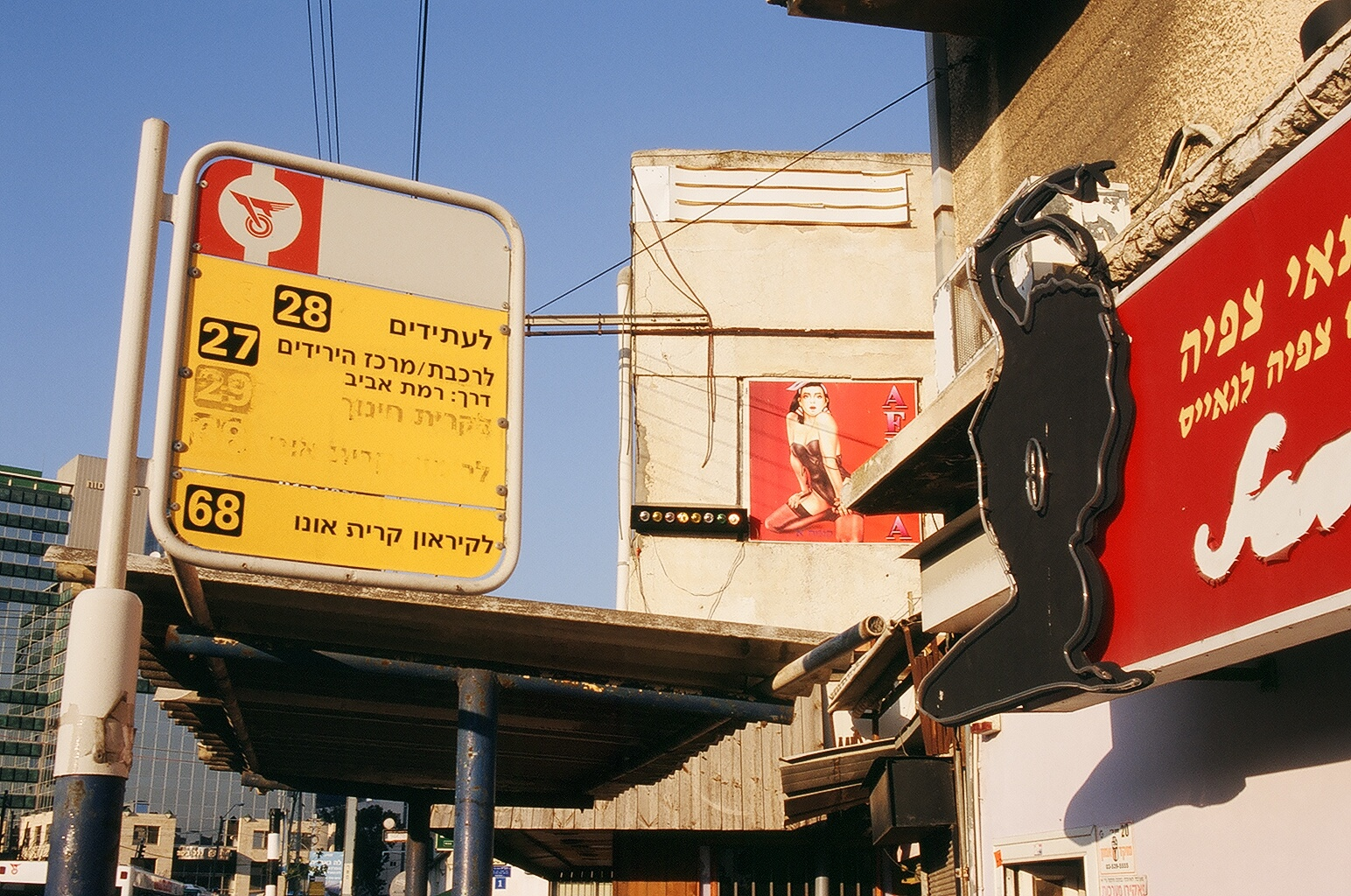
Rotlichtbar in einer israelischen Stadt

Bereits nach dem Ersten Weltkrieg gab es Prostitution in Tel Aviv, Haifa und Ramla, die Bordelle waren sowohl in jüdischem wie auch arabischem Besitz. Britische Soldaten erweiterten die Kundenbasis zum Zweiten Weltkrieg hin, und bereits in den 30er und 40er Jahren galt Tel Aviv als Zentrum der Prostitution im Mittleren Osten. Die 2010 erschienene Filmkomödie Zohi Sdom (hebräisch זוהי סדום) beschreibt einen fiktiven Ursprung des heutigen Tel Avivs aus dem biblischen Sodom und ist mit einer halben Million Zuschauer einer der erfolgreichsten israelischen Filme überhaupt.
1949 wurde die (weibliche) Prostitution unter dem Prostitution and Abomination Act legalisiert, die homosexuelle Prostitution erst 1954. 1962 wurde die „Prostitution unter einem Dach“ verboten. Unabhängig davon hat die Prostitution in Bordellen und Mittelschichtswohnungen weiter zugenommen, sie wurde bis in die 1970er Jahre nicht groß verfolgt. Prostituierte werden typischerweise über Ägypten eingeführt. Ansätze zur Legalisierung scheiterten an einer Koalition aus Frauenbewegung und Orthodoxie.
In den 1990er Jahren kam es zu einer starken Zunahme des Menschenhandels, der auch mit der massenhaften Einwanderung von Juden aus der ehemaligen Sowjetunion zusammenhing. Schätzungen der Anzahl der Prostituierten belaufen sich auf bis zu Zehntausend. Der Umsatz der Sexbranche wird auf bis zu 2 Mrd. US-Dollar jährlich geschätzt. Nur wenige hundert Fälle kommen tatsächlich vor Gericht, eine systematische Verfolgung wird erst seit wenigen Jahren konstatiert. Bei einer Gesamtbevölkerung von etwa 8 Millionen Menschen sind Touristen und Reisegäste für die Sexindustrie ein wesentlicher Faktor.

## Unterhaltung und Popkultur

### Kulturszene und Kulturindustrie

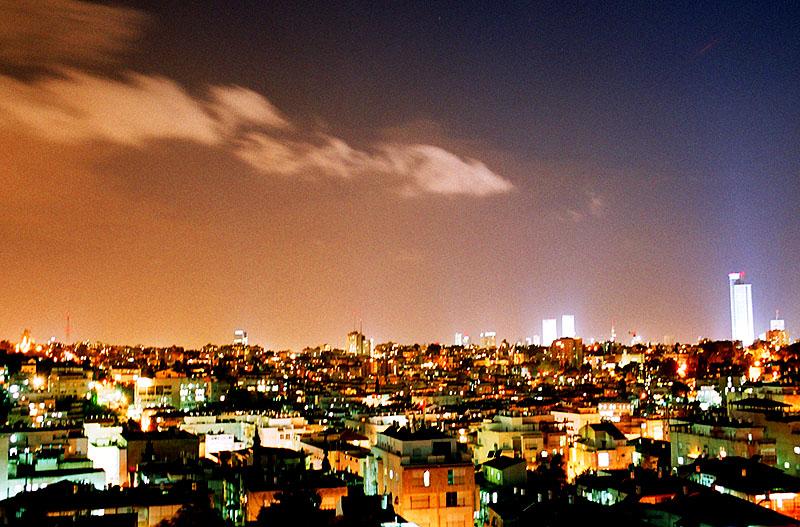
Nachtszene in Tel Aviv

Israel hat eine bedeutende Musik- und Jugendszene, die auch touristisch interessant ist. Etliche Werbekampagnen für den israelischen Tourismus machen mit dem offenen Umgang mit Sexualität Werbung, was zwischenzeitlich zu erheblichen Konflikten führte.
Tel-Aviv ist ein überregional wichtiges Zentrum des Nachtlebens wie der LGBT Szene. Unter anderem das 2012 veröffentlichte Feature der französischen Filmemacherin Yolande Zauberman Would You Have Sex with an Arab? thematisierte das bedeutende Club- und Partyleben wie den offenen Umgang mit verschiedenen Formen der Sexualität.
Der Film wurde 2011 bei den Filmfestspielen in Venedig gezeigt und ist dem ermordeten israelischen Theatermacher Juliano Mer-Khamis gewidmet.
Eilat hat mit dem dortigen Erotikmuseum die einzige Einrichtung solcher Art in Israel und im gesamten Nahen Osten. Es dauerte bis 2013, eine lokale Ausgabe des Playboy zu etablieren. Mit Blazer existiert eine langetablierte regionale Konkurrenz, zum anderen sind einschlägige Internetangebote verbreiteter als Print. Kontaktanzeigen und Darstellung von Nacktheit sind und waren in israelischen Mainstreammedien nicht tabu.
Die Jugendszene ist Teil und Abnehmer der Kulturproduktion, die vor allem in und um Tel Aviv stattfindet. Sie trägt mit zu der Attraktivität und dem Nimbus der Start-up Nation Israel bei.
1964 wurde die erste nackte weibliche Brust auf einer Kinoleinwand in Israel gezeigt, parallel zu „Das Schweigen“, aber deutlich später als die in Deutschland etwa 1950 bei der „Sünderin“ skandalisierten Nacktszenen. In Deutschland bekannt sind deutsch-israelische Jugendfilme wie die „Eis am Stiel“, aufgrund dessen Erfolg eine gleichnamige Filmreihe folgte. Diese gelten heute als Prototyp der Coming-of-Age-Teenager-Klamotte. Im deutschen Jugendfilm der 1970er Jahre zeigten sie einen erstaunlich offenen Umgang mit sexuellen Fragen bis hin zu sexuell übertragbaren Erkrankungen.

### Film

#### Filmindustrie
Die ehemals provinzielle israelische Filmindustrie ist seit Anfang der 2000er Jahre weltweit anerkannt. Der mit FSK 16 eingestufte deutsch-israelischer Spielfilm „Liebesleben“ (hebräisch חיי אהבה) aus dem Jahre 2007 (Regie: Maria Schrader) erhielt mehrere regionale Filmpreise und basiert auf dem gleichnamigen Bestseller von Zeruya Shalev.
Parallel dazu hat sich auch eine veritable Pornofilmindustrie entwickelt, die beim 2. internationalen Pornfilmfestival Berlin Ende Oktober 2007 mit mehreren Dokumentarfilmen und Szeneberichten Thema war.

#### Porno- und Erotikfilm
Einem 2007 in Berlin gehaltenen Vortrag von Liad Kantorowicz zufolge gibt es erst seit 2002 eine reguläre Pornoindustrie in Israel, im Wesentlichen fünf Firmen, die entsprechende Streifen produzierten. Zuvor war das Geschäft recht hemdsärmelig und Filme wurden teilweise in Privatwohnungen der Produzenten/Regisseure gedreht. Der Reiz der Pornografie in dem kleinen Land bestehe nicht zuletzt in der Neugier, ob man womöglich jemanden wiedererkenne.
Vier gesellschaftliche Spannungsfelder seien „typische Themen“ in dem Umfeld, das israelische Militär, das Verhältnis zu den Palästinensern, jüdische Minderheiten und schließlich das Verhältnis zwischen Religiösen und Säkularen.
Ein Filmbeispiel ist Stranded at the Military Base, in dem die Darsteller in und ohne Uniform den Militäralltag mit Sexszenen auflockern. Die Darstellung von Arabern in israelischen Pornos ist sehr beliebt. Aufgrund der Schwierigkeiten, echte palästinensische Darsteller zu finden, die sich bereitfinden, in den vorgegebenen Rollen mitzuwirken, werden Araber in Filmen mit Titeln wie Tunisian Sandwich, The Horny Muezzin oder Shaved Arab Pussies meist von Israelis gespielt. Ähnliche Probleme ergaben sich in Adam Sandlers Erotikkomödie Leg dich nicht mit Zohan an. Der Film dreht sich um einen kriegsmüden Elitesoldaten, der einen Friseursalon mit Full Service in New York aufbaut und dabei den Nahostkonflikt auf Lokalebene löst.
Ebenfalls von außerhalb gemimt sind Pornos, in denen ultraorthodoxe Juden dargestellt werden. Deren Kleidung und Tracht hat veritablen Fetischcharakter. Beliebt sind auch Bibelpornos mit Titeln wie Sodom und Gomorrha.

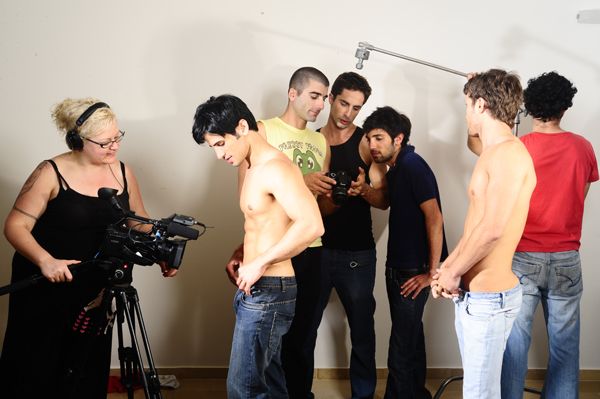
Michael Lucas am Set von Men of Israel

Israelische Pornofilme scheuen sich nicht, gesellschaftliche Reizthemen anzugehen, die Agentenfilmparodie Code name – Deep Investigation thematisiert mit derselben Darstellerriege wie Stranded at the Military Base die Ver- und Entführung des israelischen Atomtechnikers und Whistleblowers Mordechai Vanunu.
Amos Gutman und Eytan Fox sind bekannte Vertreter schwuler Pornografie, die Streifen wie Drifting (1982), Amazing Grace (1992), Yossi & Jagger (2002), den Fortsetzungsfilm Yossi (2012) oder The Bubble – Eine Liebe in Tel Aviv (hebräisch הבועה Ha-Buah) inszenierten. Bei dem 2009 gedrehten Streifen Men of Israel intendierte der Regisseur Michael Lucas eine kraftvolle Darstellung des modernen und weltoffenen Israels und seiner touristischen Angebote, was unter anderem in der amerikanischen Newsweek thematisiert wurde. Die Werbung mit dem freizügigen und toleranten Umgang mit Homosexualität in Israel im Vergleich zu den arabischen Nachbarn brachte ihm und anderen dann gleich den Vorwurf des so genannten Pinkwashing (analog Greenwashing) ein.
Dessen ungeachtet sind Pornoangebote aus Israel bei den arabischen Nachbarn durchaus gefragt. Betreiber haben Anfragen und bis zu 10 % Kunden aus verschiedenen arabischen Ländern wie Saudi-Arabien, Tunesien, Jordanien und aus den Palästinensergebieten, die teilweise unter Proxy anfragen, um die lokale Zensur zu umgehen. Einige der Webseiten bieten auch Dienste auf Arabisch an. Nir Shahar, Manager der Website Ratuv („feucht“), beschreibt das Angebot als typisch israelisch: Es gehe um weibliche Soldaten, Agentinnen des Mossads und Polizistinnen. Code name: Deep investigation sei der bei Arabern beliebteste Clip.

## Literarische Stereotype

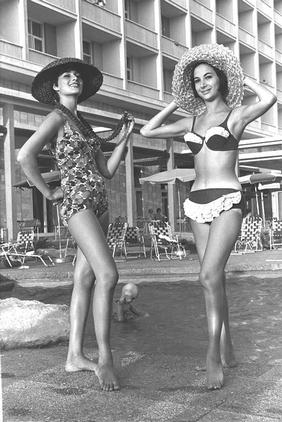
Badeanzüge von Gottex sind seit 1956 ein israelischer Exportschlager

David Baile untersuchte an amerikanischer Literatur Vorbehalte und Vorurteile gegenüber amerikanischen Juden und Israelis. Amerikanische Juden werden demnach wie Woody Allen oder Philip Roths Portnoy oft als sympathische, schüchtern neurotische Schmocks charakterisiert. Die der Person von Jossi Harel nachempfundene Romanfigur Ari Ben Kanaan, Held des Bestsellers Exodus von Leon Uris, verkörpere hingegen den tough Jew, einen virilen und tatkräftigen Israeli, der ganze Stapel voller populärer jüdisch-amerikanischer Romane fülle.
Für das vormalige Mandatsgebiet Palästina wiesen hingegen Maler wie Reuven Rubin oder Nahum Gutman in den 1920er Jahren der israelischen wie arabischen Orientalin eine erotische Qualität zu.
Die Kulturwissenschaftlerin Nitsa Ben-Ari sieht im Rollenbild des eher puritanischen, bäurischen Sabra eine Selbstzensur in der israelischen Literaturproduktion, die den erotischen Aspekt unterdrückte.